# Nastanak Kraljevstva Srba, Hrvata i Slovenaca
Političke snage u Hrvatskoj nisu uspostavile suradnju s političarima u emigraciji, Antom Trumbićem i Franom Supilom, koji su u Londonu potkraj travnja 1915. osnovali Jugoslavenski odbor, predstavnici kojega su sa srbijanskom kraljevskom vladom potpisali Krfsku deklaraciju u srpnju 1917. i sudjelovali u donošenju Ženevske deklaracije u studenome 1918. Sudbina hrvatskih teritorija rješavala se među velikim silama Londonskim ugovorom iz travnja 1915. Italiji je za pristupanje snagama Antante obećana Istra, otoci Cres, Lošinj i Rab, sjeverna Dalmacija do rta Ploče kraj Šibenika, kao i većina dalmatinskih otoka. Dio hrvatskoga teritorija u tim je diplomatskim pregovorima bio namijenjen i Srbiji.
Politički život u Hrvatskoj i Austro-Ugarskoj oživio je donekle u kasno proljeće 1917., u svezi sa sazivom austrijskoga parlamenta, odnosno u svezi sa Svibanjskom deklaracijom, koju su 30. svibnja objavili hrvatski i slovenski zastupnici u Carevinskome vijeću, okupljeni u Jugoslavenskome klubu. U njoj je istaknut zahtjev da se zemlje Monarhije u kojima žive Slovenci, Hrvati i Srbi ujedine na temelju nacionalnoga i hrvatskoga državnog prava u jednu samostalnu državu pod vlašću Habsburgovaca. Na taj su zahtjev prvi u Hrvatskoj pozitivno reagirali milinovci, pravaška skupina koja je od tada odlučno počela zagovarati program stvaranja jugoslavenske države. Polovicom travnja 1918. ideju o stvaranju zajedničke države južnih Slavena podupro je i Stjepan Radić, koji je do tada zastupao ideju o preuređenju Monarhije u duhu austroslavizma. Rješenju hrvatskoga pitanja u okviru južnoslavenske državne zajednice priključili su se potom i socijaldemokrati, ali Hrvatsko-srpska koalicija nije poduprla Deklaraciju. Svetozar Pribićević, koji je nakon proglašenja amnestije 1917. iznova preuzeo njezino vodstvo, protivio se ideji da bi buduća južnoslavenska država trebala biti neka vrsta širega političkog okvira, u kojem bi bila očuvana hrvatska državnost. Iako je Koalicija svojim negativnim stajalištem kočila proces »nacionalne koncentracije«, ona ga nije mogla spriječiti. U proljeće 1918., kao rezultat sastanka skupine političara održanoga u Zagrebu, objavljena je Zagrebačka deklaracija, koja se zauzimala za stvaranje zajedničke polit. organizacije, kojoj bi zadaća bila stvaranje neovisne, demokratski uređene južnoslavenske države, zasnovane na priznanju »državnopravnih kontinuiteta historičko-političkih teritorija«. Tek u jesen 1918., nakon proboja Solunskoga bojišta, u trenutku kada je Habsburška Monarhija bila pred slomom, Koalicija je pristala na osnivanje Narodnoga vijeća SHS.
Kada je polovicom listopada 1918. SAD odbacio ideju o autonomiji južnih Slavena u Monarhiji, odlučeno je da se sazove Hrvatski sabor, koji je na svojem zasjedanju 29. listopada 1918. jednoglasno prihvatio zaključak o prekidu svih državnopravnih veza s Ugarskom, odnosno s Habsburškom Monarhijom. Zaključak je sadržavao i izjavu da se Hrvatska, zajedno s Rijekom, proglašava posve samostalnom državom, koja pristupa Državi Slovenaca, Hrvata i Srba. Narodnomu vijeću Slovenaca, Hrvata i Srba Sabor je priznao »ustavnu vlast«. Odluku o obliku vladavine i unutarnjem uređenju Države Sabor je prepustio Ustavotvornoj skupštini. Antanta nije priznala novostvorenu Državu Slovenaca, Hrvata i Srba, a zbog otpora srpske vlade odbijali su priznati legitimnost Jugoslavenskom odboru. To je omogućilo talijanskoj vojsci da započne s okupacijom hrvatskih područja u skladu s Londonskim ugovorom iz 1915. Talijanska okupacija južnih hrvatskih krajeva, ali i onih zapadnijih i sjevernijih hrvatskih krajeva, potaknula je dalmatinsku vladu da zatraži što brže ujedinjenje sa Srbijom. 
Na krajnjem hrvatskom sjeveru, u Međimurju, koje je dotad bilo u sastavu ugarskog dijela Austro–Ugarske monarhije i izloženo snažnoj mađarizaciji, snage Narodnog vijeća Države SHS, ustrojene od dragovoljaca i bivših pripadnika austro-ugarske vojske i mornarice, te posebno hrvatskih domobrana, poslije dva neuspješna pokušaja, uspjele su na Badnjak, 24. prosinca 1918., nakon kratkog okršaja s mađarskim snagama preuzeti kontrolu nad područjem između Mure i Drave. Dana 9.  siječnja 1919. u Čakovcu je održana narodna skupština, na kojoj je voljom naroda potvrđeno pripajanje Međimurja novonastaloj Državi SHS.
Zahtjev dalmatinske vlade, kao i nemiri koji su izbili na selu, primorali su Središnji odbor Narodnoga vijeća SHS na ubrzano donošenje odluke o ujedinjenju s kraljevinama Srbijom i Crnom Gorom, unatoč snažnomu protivljenju Stjepana Radića. Ujedinjenje je proglašeno 1. prosinca 1918., suprotno naputku Narodnoga vijeća i bez pristanka Hrvatskoga sabora. Nova je država nazvana Kraljevstvo Srba, Hrvata i Slovenaca.

## Južnoslavenska ideja
Prvi zametci sličnih ideja javljaju se na hrvatskom jugu u Dalmaciji tijekom 16. stoljeća (staro dalmatinsko slovinstvo), da bi poslije bile razvijane u djelima mnogobrojnih hrvatskih kulturnih djelatnika (Juraj Križanić, Pavao Ritter Vitezović i dr.). Punu afirmaciju postiže tek u 19. stoljeću, kada je u svoju ideologiju uklapa ilirski pokret te njegove političke sljednice (u prvom redu Narodna stranka). Posebnu važnost za razvoj južnoslavenske ideje imale su teorije Ljudevita Gaja o "ilirskom" etničkom jedinstvu i hrvatskoj povijesnoj posebnosti unutar njega. Tijekom 19. stoljeća postupno se stvara ideja o Hrvatskoj kao južnoslavenskoj Toskani, te Srbiji kao južnoslavenskom Pijemontu, pod čijim bi se zajedničkim vodstvom trebali okupiti ostali južnoslavenski narodi. Iako srpska politika nije bila ni najmanje sklona prihvatiti takvu ideju (jer se njezina politika usmjeravala ideji Velike Srbije), nije ju iz pragmatičnih razloga javno odbacila, a hrvatski političari, iako svjesni mogućih problema, podržavali su je iz straha od talijanskih, mađarskih i njemačkih teritorijalnih presezanja i sve bezočnijih kršenja hrvatskih državnih i narodnih prava.
Na početku XX. stoljeća politika vodećih snaga Austro-Ugarske u očuvanju dualizma ušla je u krizu. Zahtjevi mađarske opozicije za većom samostalnošću Ugarske stvorili su procjep kroz koji su nastupale nove političke snage, osobito u Hrvatskoj, a prevrat u Srbiji 1903. i dolazak Karađorđevića značio je zaokret srpske politike od Austro-Ugarske prema Rusiji. Politika »novoga kursa«, koju su pokrenuli dalmatinski pravaši, prihvativši ideju jugoslavenskog etničkog jedinstva a zadržavši pritom ideju hrvatskoga nacionalnog suvereniteta, okupila je ideološki različite hrvatske i srpske snage u Banskoj Hrvatskoj i Dalmaciji oko ideje povezivanja svih jugoslavenskih zemalja protiv njemačkoga prodora. Na toj politici, koja je u prvoj etapi trebala postići što samostalniji položaj Hrvatske u Austro-Ugarskoj Monarhiji i učiniti ju čimbenikom ujedinjavanja jugoslavenskih naroda u Monarhiji, oblikovana je Hrvatsko-srpska koalicija pod vodstvom Frana Supila i Svetozara Pribićevića. Vodeće političke snage Srbije, među kojima je najznačajnija Radikalna stranka Nikole Pašića, zastupale su program ujedinjenja srpskog naroda, kojemu su temeljne odrednice bile pripajanje BiH, stjecanje sjeverne Albanije kao izlaza Srbije na more i ujedinjenje s Crnom Gorom, pa je za njih jugoslavenska koncepcija bila dobrodošla kao instrument slabljenja Austro-Ugarske Monarhije i time ispunjenja srpskoga nacionalnog programa. Austrougarskom aneksijom BiH (1908.), sudskim procesom Hrvatsko-srpskoj koaliciji (1909.) i balkanskim ratovima (1912. – 1913.), južnoslavenska ideja definitivno se oblikovala u program stvaranja samostalne jugoslavenske države, koji može provesti ojačana Srbija u izravnome sukobu s Austro-Ugarskom Monarhijom.
Uoči I. svjetskog rata i tijekom njega južnoslavenska ideja, kao element različitih nacionalnih i političkih ideologija, postojala je u različitim oblicima. Kao ideologiju unitarnoga jugoslavenstva u najradikalnijem ju je obliku zastupao pokret »jugoslavenske nacionalističke omladine«, ali i najveći dio srpskih snaga u Monarhiji i neke slovenske skupine. Ideju federalističkoga jugoslavenstva najdosljednije su zastupali Supilo i Jugoslavenski odbor, a nakon proglašenja Države SHS i većina Narodnoga vijeća. Tijekom rata prijetila je opasnost da će se Srbija nagraditi teritorijalnim proširenjem na račun hrvatskih prostora, a Italija na račun Slovenaca i Hrvata, dok bi Austro-Ugarska preživjela amputacije. Zbog toga je ujedinjenje u državu južnih Slavena osiguravalo okupljanje krajeva u kojima žive Slovenci i Hrvati. Većina političkih krugova u Srbiji južnoslavensku su ideju shvaćali kao prošireno srpstvo. Te su se koncepcije razlikovale po shvaćanju uloge oblikovanih nacionalnih individualnosti, po pitanju načina ujedinjenja te po zamislima o unutarnjem ustroju buduće države.

## Stvaranje Države SHS
Ubrzana i sve potpunija demokratizacija od proljeća 1917. do sloma Habsburške Monarhije, nastala zbog slabljenja režima, izvela je sve političke snage na otvorenu političku scenu. Moglo se očekivati da će Sabor i političke stranke izvesti dramatičan zaokret s obzirom na otvoreni proces raspadanja režima Monarhije. To se nije dogodilo. Sve su se političke stranke koncentrirale na staroj koncepciji stvaranja države Južnih Slavena pod hrvatskim vodstvom. Nijedna nije zagovarala ujedinjenje s Kraljevinom Srbijom, već ujedinjenje Hrvatske, Slovenije i BiH, preciznije rečeno, svih slavenskih zemalja pod habsburškom krunom.
Po ugledu na Češku, u južnoslavenskim je zemljama Monarhije krenuo pokret stvaranja državnih organa pod imenom narodna vijeća. Prvo, Narodno vijeće za Dalmaciju, stvoreno je 2. srpnja 1918., zatim 14. srpnja za Hrvatsko primorje i Istru, a potom 16. kolovoza za Sloveniju itd. Najviše tijelo nove države pod imenom Narodno vijeće Slovenaca, Hrvata i Srba, konstituirano je 5. i 6. listopada 1918. To tijelo je 8. listopada objavilo da je ono “političko predstavništvo svih Slovenaca, Hrvata i Srba koji žive u Hrvatskoj, Slavoniji s Rijekom, u Dalmaciji, Bosni i Hercegovini, Istri, Trstu, Kranjskoj, Goričkoj, Štajerskoj, Koruškoj, Bačkoj, Banatu, Baranji i Međimurju i po ostalim krajevima jugozapadne Ugarske s programom ujedinjenja... u narodnu slobodnu i neovisnu državu”. Imenovanjem zemalja i pokrajina određena je i veličina države u nastajanju. U raspravama i dokumentima o novoj državi Srbija se još ne spominje. Ova državna ideja identična je s onom koja se od polovine XIX. stoljeća stalno ponavlja u Hrvatskom saboru, zalaganje za ujedinjenje Trojednice i BiH, koja bi se mogla smatrati idejom “Velike Hrvatske”.
Na sjednici Predsjedništva Narodnog vijeća 19. listopada 1918. izabran je državni vrh nove države na čelu s predsjednikom Slovencem Antonom Korošcem i potpredsjednicima Antom Pavelićem, vođom pravaša-milinovaca i Svetozarom Pribićevićem, čelnikom Srba u Hrvatskoj. Kampanja stvaranja odbora Narodnog vijeća uspjela je do kraja listopada 1918. pokriti veći dio teritorija nove države, ali bez svoje vojske i policije tako da je uprava ostala i dalje u rukama poglavarstva starog režima. Istog dana, 19. listopada, Narodno vijeće je istupilo s prvim državnim aktom međunarodnog značenja. Radilo se o odgovoru caru i kralju Karlu kojim Vijeće odbija njegov Manifest od 16. listopada 1918. o rekonstrukciji Austrije u “saveznu državu”, tj. federaciju. Dakle, sada car pristaje na zahtjev bana Jelačića iz 1848., ali bilo je prekasno. Umjesto toga, Narodno je vijeće formiralo suverenu državu izvan sastava Monarhije.
Proces formiranja nove države ipak još nije bio formalno-pravno završen. Tek 28. listopada 1918. car i kralj Karlo je prihvatio Wilsonove uvjete mira, a to znači da je “otpustio” sve narode Monarhije. Time je omogućio formiranje nacionalnih država i priznao Državu SHS. Istoga dana, 28. listopada 1918, proglašena je Čehoslovačka Republika. Sutra je to učinio i Sabor Kraljevine Hrvatske, Slavonije i Dalmacije. Narodno vijeće je 28. listopada raspravilo o formalno-pravnoj proceduri proglašenja nove države. Jedan se dio Vijeća zalagao za radikalan raskid državno-pravnih veza s Austro-Ugarskom, a drugi je dio predlagao da se “ne dira u krunska prava” Habsburške Monarhije, što je značilo da ideja trijalizma još živi kod nekih političara. Prije odluke neki članovi Vijeća, odani tradiciji lojalizma, tražili su da se trojica carskih generala očituju glede proglašenja države. Nakon što su hrvatski generali dobili carsko razrješenje zakletve, Sabor je mogao bez opasnosti od vojske proglasiti novu državu. Dva su razloga zašto je dio hrvatskih političara odlagao svoju povijesnu odluku o raskidanju državno-pravnih veza s Austro-Ugarskom. Prvi je u tradicionalnoj privrženosti hrvatske političke elite principu legaliteta. Naime, Hrvati su stoljećima prakticirali proces pregovaranja kao način da se održe u okruženju velikih sila (tijekom više od tisuću godina). Drugi razlog je vjerojatno bio u neizvjesnosti sudbine hrvatskoga naroda u Jugoslaviji i u nadi da bi se ipak Habsburška Monarhija mogla preobraziti u federaciju ravnopravnih naroda, kao bolja opcija za Hrvatsku.
 
U tim dramatičnim i sudbonosnim danima, svom svojom odlučnošću Vijeću se nametnuo Svetozar Pribićević, stvarni vođa Hrvatsko-srpske koalicije, potpomognut predsjednikom Sabora Bogdanom Medakovićem, također Srbinom, kojima su sve više prilazili političari iz Dalmacije i Slovenije zbog opasnosti upada talijanske vojske. Pribićevićevi su pristaše nadvladali i upravljali procesima do samoga kraja procedure. Na zasjedanju Sabora 29. listopada 1918. donesena je Odluka čija glavna stavka glasi:
| Dalmacija, Hrvatska i Slavonija sa Rijekom proglašuju se posve nezavisnom državom prema Ugarskoj i Austriji, te prema modernom načelu narodnosti pristupa u zajedničku narodnu suverenu Državu Slovenaca, Hrvata i Srba na cijelom etnografskom području toga naroda, bez obzira na ma koje teritorijalne i državne granice u kojima narod Slovenaca, Hrvata i Srba danas živi— Proglašenje Države Slovenaca, Hrvata i Srba |

 Na istom zasjedanju Sabor je suverenitet prenio na Narodno vijeće ovim zaključkom: “Sabor kao predstavnik Kraljevine Hrvatske, Slavonije i Dalmacije... izjavljuje da priznaje Narodnom vijeću Slovenaca, Hrvata i Srba vrhovnu vlast”. Tako je osnovana nova južnoslavenska država.
Država SHS počela se graditi kao federacija. Za tri-četiri dana konstituirana su vijeća (parlamenti) za Sloveniju, BiH i Dalmaciju. Ostalo je otvoreno pitanje hoće li se sjediniti Hrvatska i Dalmacija pod jednim vijećem (Saborom) tako bi država imala tri federalne jedinice. Ostalo je neriješeno pitanje Vojvodine koja je u početku bila vezana za Narodno vijeće u Zagrebu. Sve je to, međutim, presjekla Srbija, uz pomoć svesrpskoga pokreta u BiH i Hrvatskoj i uz pristanak sila Antante. Nakon formiranja Države Slovenaca, Hrvata i Srba, Narodno vijeće je pokušavalo organizirati svoju vojsku i dobiti međnarodno priznanje.
Prvo međunarodno priznanje došlo je 30. listopada od strane Mađarske, a očekivalo se i od Čehoslovačke. Srbija je također priznala Državu SHS i sugerirala članicama Antante da i one to učine. Narodno vijeće je, uz suglasnost cara i kralja Karla, 31. listopada 1918. preuzela ratno brodovlje Austro-Ugarske, i to na svečani, gotovo paradni način. Mase su u Zagrebu nazdravljale “republici” i “Narodnom vijeću”, i jedinicama koje su se stavile na raspolaganje Narodnom vijeću i pjevale “Lijepu našu”. Ime Srbije i Jugoslavije još se uvijek na manifestacijama nigdje nije spominjalo.

## Ženevska deklaracija
Rješavanje jugoslavenskog pitanja osnivanjem Države SHS stavilo je velesile Antante i Srbiju pred najtežu dilemu. Jer na putu stvaranja Velike Srbije našla se nova država, dvostruko veća i po teritoriju i po stanovništvu. 4 prema 8 milijuna. Četverogodišnja aktivnost Jugoslavenskog odbora saveznicima je otkrila da se radi o veoma kompliciranom problemu. S jedne strane stvorio se dojam kako se radi o etnički istim ili sličnim narodima, ali i o povijesno različitim narodima po kulturi, pismu i vjeri. U takvim okolnostima saveznici su vršili pritisak na obje strane da moraju doći do nekoga kompromisa.
Ne mogavši dalje odgađati probleme, delegacije Kraljevine Srbije te Države SHS i Jugoslavenskog odbora pregovarale su 9. studenoga 1918. u Ženevi i potpisale dokument poznat pod imenom Ženevska deklaracija u kojemu, između ostalog, stoji:
| ... Predstavnici vlade Kraljevine Srbije i... predstavnici Narodnog vijeća u Zagrebu, predstavnici Jugoslavenskog odbora u Londonu... sretni su što mogu jednodušno, svečano i pred cijelim svijetom konstatirati svoje ujedinjavanje u državu Srba, Hrvata i Slovenaca...— Ženevska deklaracija |

Deklaracija, dalje, priznaje postojanje dviju zasebnih država – Kraljevine Srbije i Države SHS:
| ... Vlada Kraljevine Srbije i Narodno vijeće u Zagrebu produžit će otpravljati poslove svaki u svom unutrašnjem i teritorijalnom djelokrugu... dok Velika skupština (konstituanta)... ustavom ne propiše definitivno ustrojstvo države...— Ženevska deklaracija |

   Konferencija je zaključila da se formira “zajedničko ministarstvo” za vanjsku politiku i vojne poslove i za pripreme konstituante. Ona priznaje stvorene vlade u zemljama Države SHS. Pregovori dviju državnih delegacija u Ženevi mogli su biti model za budući državni život složene države u kojoj bi se odluke donosile konsenzusom. Ženevska konferencija je, via facti, priznala postoja nje dviju država i njihovo pravo na dobrovoljno udruživanje. Zato se može reći da se radilo o konfederaciji dviju država, pri čemu je Srbija bila centralistička monarhija, a Država SHS federacija južnoslavenskih zemalja bivše Austro-Ugarske. Okupljanjem oko sebe upravo tih zemalja, Hrvatska je ostvarila svoj nacionalni program, ne, naravno, u Habsburškoj Monarhiji već u novoj, također multinacionalnoj južnoslavenskoj državi. Dokumenti i političke rasprave o raskidu državno-pravnih veza Hrvatske s Austro-Ugarskom i stvaranju Države SHS ne spominju Jugoslaviju i ujedinjenje sa Srbijom. Ne može se dokazati da se to nije smjelo zbog aktualnog režima, jer se on već bio raspao i nije uopće reagirao na očigledne oštre napade na temelje Habsburške Monarhije. Već u svibnju 1917. u austrijskom parlamentu su slovenski, dalmatinski i istarski zastupnici slobodno govorili o stvaranju države Južnih Slavena u Monarhiji. Svi dokumenti iz tog vremena potvrđuju da su mase bile protiv ulaska Hrvatske u Jugoslaviju, posebno protiv srpske dinastije. Uostalom, teško je i bilo očekivati da bi hrvatski narod koji je stoljećima živio u sređenoj srednjoeuropskoj zajednici brojnih naroda, a u četiri ratne godine bio lojalan Habsburškoj Monarhiji, odjednom mogao prihvatiti Srbiju protiv koje je ratovao od 1914. do 1918.
U pregovorima hrvatskih i srpskih političara 1918. o formiranju zajedničke države sudarala su se dva gotovo nepomirljiva svijeta. Hrvatska politička elita oblikovala se u borbi za nacionalnu državu protiv mađarskoga i njemačkog nacionalizma, ne pristajući na manje od onoga što je kao autonomiju imala u Austro-Ugarskoj. Ona se oblikovala u procedurama dogovaranja i sporazumijevanja. Nasuprot takvoj političkoj kulturi, Hrvati su se sukobili s novim protivnicima čiji stil je bio sila, arogancija i diktat. Među srpskim političarima nije bilo republikanaca, svi su oni bili monarhisti. Opijeni trijumfalizmom koji se razvio u tri pobjedonosna rata vođena u proteklih 6 godina (1912. – 1918.), Srbi, skloni militarizmu, razvijali su kult jedinstvene centralističke države, a Hrvati, većinom skloni pacifizmu, željeli su konfederaciju. Srbi su se odnosili prema zemljama i narodima – Hrvatima i Slovencima – kao prema Kosovu i Makedoniji 1912. Nisu im pristupali kao formiranim nacijama i povijesnim zemljama, već su to sveli na tehničku operaciju priključenja Srbiji, čemu slijedi uspostavljanje državnog aparata kojim se centralistički upravlja iz Beograda.
Jednom riječju, radilo se ne samo o sudaru dviju državno-pravnih koncepcija već i o dva kulturno-civilizacijska mentaliteta, dvije vjere i dva različita pisma. Slovenska nacionalna svijest također je bila formirana u XIX. stoljeću i uglavnom je bila slična hrvatskoj ideologiji i političkoj kulturi. Razlika je bila u tome što Slovenci nisu imali svoju kraljevinu niti državno-pravni legitimet kao Hrvati pa su se oslonili na Hrvatsku preko koje bi realizirali svoje nacionalne ideje. Kao formirana nacija također nisu mogli prihvatiti unitarizam i centralizam kao trajno stanje. Štoviše, Slovenci su tijekom 1917. i 1918. odigrali inicijalnu ulogu u formiranju Narodnoga vijeća i stvaranju Države SHS. Sljedeća je bitna razlika bila i u tome što su i Hrvati i Slovenci s oduševljenjem prihvatili duh novoga doba – demokraciju i pravo naroda na samoopredjeljenje – koji su deklarirale SAD i Lenjinova Rusija. Srpska elita koja se rađala u okolnostima oslobodilačkih ratova, ekspanzije i osvajanja, nije se osvrtala na ideje svijeta koji se rađao na porazima imperijalističkih vele sila, a kamoli ih uvažavala.
Nepremostive ideološke, političke i ostale razlike između vodećih političkih i vojnih aktera Srbije i južnoslavenskih zemalja Austro-Ugarske imale su svoj dublji korijen i u razlikama među nacijama. Srbijansko seljaštvo u zanosu stvaranja nove dvostruko veće države slijedilo je svoju vladajuću klasu; u Hrvatskoj pak, ono je bilo ošamućeno u času raspada višestoljetnoga sustava, zadojeno rušilačkim nabojima protiv državne vlasti i protiv “otuđene gospode”, protiv militarizma i feudalnih ostataka – nošeno spontanom željom ne samo razaranja staroga režima već i protiv nametanja novoga režima. Tako goleme razlike između Srbije i ostalih južnoslavenskih zemalja nisu se mogle “premostiti” osim silom. Uostalom, u javnom su se životu čuli samo glasovi društvene elite – političara, književnika, svećenika, intelektualaca, birokrata; seljaci su jedva znali za postojanje Srbije. Sve se to odvijalo pod vrlo nepovoljnim međunarodnim okolnostima koje su ih prisiljavale da prihvate stvaranje Jugoslavije.

## Srbijanski udari

### Država SHS
Čim je saznala za Ženevsku deklaraciju, srpska je vlada, bez dileme, odlučila da se Država SHS mora razbiti radi ostvarenja velikosrpske ideje u obliku države Jugoslavije. Dok su predstavnici Države SHS, Ante Trumbić i Anton Korošec, iz Ženeve otputovali u Pariz da od savezničkih sila izmole međunarodno priznanje nove države, vlada Kraljevine Srbije, čim je saznala za sporazum s Državom SHS, poništila je Ženevsku deklaraciju. U telegramu srpske vlade Svetozaru Pribićviću, vođi Srba u Hrvatskoj, kaže se da se radi o “odvajanju Srbije i Crne Gore od ostalih zemalja...” i da je to “obična kopija odnosa Austrije i Ugarske”. Izložen žestokom napadu svoje vlade, Nikola Pašić je napisao pokajničko pismo izjavivši kako je njegov potpis na sporazum bio “najteži trenutak u njegovu životu” i da moli svoje drugove da shvate njegovu “tešku unutrašnju borbu” što je popustio “na štetu ugleda Srbije i svoga lično”. Ženevska deklaracija nije uzrok udara Srbije na Državu SHS već samo povod, jer je Srbija, kako je to prije argumentirano, već od sredine XIX. stoljeća oblikovala svoj velikosrpski nacionalni program. U duhu toga programa Srbija je nakon proboja Solunskog fronta uputila svoju vojsku preko Drine, Dunava i Save u zemlje poražene Austro-Ugarske (u BiH, Vojvodinu, Hrvatsku i Sloveniju).
Stanje u Državi SHS bilo je katastrofično. U zemlji se raspao stari režim, institucije vlasti su se povlačile pred naletom masa koje su krenule u pljačku vojnih skladišta, privatnih trgovina, plemićkih dvoraca itd. Međutim, u tomu masovnom naletu javile su se i revolucionarne ideje slične onima u boljševičkoj revoluciji u Rusiji. Mase su davale odušak mržnji prema gospodi koju su okrivljavali zbog krvavoga četverogodišnjeg rata i svoga života uopće. Zavladala je panika pripadnika vlasničke klase i bogatijih ljudi. Uz opasnost od anarhije i kaosa nastalog raspadom režima, na teritorij Države SHS prodirala je talijanska vojska odmah nakon kapitulacije Austro-Ugarske 3. studenoga 1918. Talijanska se vojska približavala Ljubljani, a prodirala u Istru i Dalmaciju i preko one crte koja je bila određena Londonskim ugovorom. Tek stvorena država našla se pred mogućim slomom. Akcije spašavanja Države SHS poklopile su se s akcijama Srbije u tom smislu da je i Narodno vijeće pozvalo srpsku vojsku, koja je već ušla na njezin teritorij, da zaustavi bunt masa i da spriječi prodor talijanske vojske u Sloveniju, Istru i Dalmaciju.
Isti poziv je 4. studenoga 1918. upućen i saveznicima i u njemu se kaže: "...opstanku nezavisne države SHS prijete raspuštene mase od više stotina tisuća vojnika koji se "valjaju‟ s balkanskog i talijanskog ratišta preko teritorija drave SHS". Istoga dana Narodno vijeće šalje delegaciju u Beograd, dva Srbina i jednog Hrvata, s pismom u kojemu se traži da srpska vojska izbije na crtu Osijek-Šamac. Međutim, Svetozar Pribićević je “šapnuo” srpskim članovima delegacije da usmeno traže da srpska vojska dođe “najmanje do Zagreba”. Po Pribićevićevom pozivu, Srbija je uputil a svoje trupe prema Zagrebu, Dubrovniku, Splitu i Rijeci. Istodobno njezina vojska nastupa u BiH i Vojvodini. U Zagreb je kao delegat srpske vojske stigao potpukovnik Dušan Simović, koji je s Narodnim vijećem upravljao dislokacijom srpske vojske na teritorij Države SHS.

Na prvom sastanku s članovima Narodnog vijeća, 12. studenoga 1918, nakon što je Ivan Lorković, prvak hrvatskoga krila Hrvatsko-srpske koalicije, objasnio kako je na teritoriju odcijepljenom od Austro-Ugarske stvorena Država SHS, priznata i od srpske vlade, Simović je odgovorio: "Kao vojnik, mogu Vam reći ovo: Srbija, koja je u ovom ratu dala jedan i pol milijun žrtava za oslobođenje i ujedinjenje svoje jednokrve braće preko Dunava, Save i Drine ne može ni u kom slučaju dozvoliti, da se na njenim granicama formira neka nova država, koja bi u svoj sastav uzela sve njene sunarodnike i da, poslije četverogodišnjih muka i potpunog poraza neprijatelja, ostane u pozadini i sve plodove dobivene pobjede prepusti drugome koji je u ratu sudjelovao na neprijateljskoj strani. Srbiji – po pravu oružja, a na osnovu ugovora s Mađarskom koji je potpisao vojvoda Mišić, kao opunomoćenik zapovjednika Savezničkih vojski na Solunskom frontu; generala Franchet d’Espereya, pripada sljedeći teritorij: Banat do linije Horgoš-Subotica-Baja; Baranja do linije Batasek-Pečuj-Barč i dalje rijekom Dravom do Osijeka; Srijem i Slavonija do linije željezničke pruge Osijek-Đakovo-Šamac; cijela Bosna i Hercegovina i Dalmacija do rta Planka. Van tog teritorija, možete se opredjeljivati po volji: da idete sa Srbijom ili da formirate sebi zasebnu državu." Ustvari, crta razdvajanja Srbije i Hrvatske išla je dalje prema zapadu. Pukovnici Simović i Antonijević su članovima Narodnog vijeća na karti crvenom olovkom nacrtali ovu crtu: Barč-Ilova-Jasenovac-Una-Knin-Jadransko more blizu Šibenika.
Uz srpsku i savezničku vojsku, koje su početkom studenoga 1918. upale na teritorij Države SHS, drugi činitelj raspleta sukoba dviju država – Kraljevine Srbije i Države SHS (u stvari Hrvatske) – bila je etnička struktura. U Državi SHS bilo je nešto malo više od 2 milijuna Srba: u Hrvatskoj 763.702, tj. oko 25%, u južnoj Ugarskoj 401.386 ili oko jedne trećine, u BiH 827.829 ili oko 44%.

### Baranja, Bačka i Banat
U listopadu 1918. niti Hrvati niti Srbi nisu bili potpuno jedinstveni u pogledu rješenja državno-pravnog položaja i statusa Baranje, Bačke i Banata. Dio Hrvata blizak mađarskim elitama zagovarao ostanak južnougarskoga područja u sastavu mađarskih zemalja, a dio srpskih političkih prečanskih elita, predvođenih radikalom Jašom Tomićem, u tim trenutcima držao se potpuno po strani, gotovo zatečen brzinom odvijanja događaja, dok je drugi dio patriotski orijentiranih Hrvata i Srba zagovarao da se taj teritorij priključi Državi SHS koja se tih dana ustrojavala u Zagrebu. U tom pogledu unutar Narodnoga vijeća u Zagrebu osnovan je i poseban klub zastupnika Hrvata i Srba s područja južne Ugarske na čelu s Blaškom Rajićem, koji je sudjelovao na zasjedanju Sabora 29. listopada 1918., kada je donesena odluka o raskidanju državno-pravnih odnosa s Austrijom i Ugarskom. Svetozar Pribićević, stvarni vođa Države Slovenaca, Hrvata i Srba poručio im je: "Kidajte veze sa Zagrebom!", tj. bezuvjetno ujedinjenje Baranje, Banata i Bačke s Kraljevinom Srbijom.
Kratka revolucija, 31. listopada 1918. značila je početak raskida veza Ugarske s Austrijom. Kralj Karlo IV. postavio je za predsjednika vlade Mihály Károlyija, vođu ustanka. Nijemci i Mađari, drugi i četvrti narod po brojnosti na području Banata proglasili su istog ili sljedećeg dana, 1. studenog, Banatsku Republiku. Na čelu civilne vlasti je bio Nijemac Otto Roth, dok je vojni zapovjednik bio Mađar Albert Barta, koji je 9. studenog postao ministar obrane nove Mađarske. Republika je priznata od strane nove mađarske vlasti, a u Banatsko narodno vijeće osim predstavnika Nijemaca i Mađara ušli su i predstavnici Rumunja i Srba, prvog i trećeg naroda po brojnosti. Rumunji nisu željeli Banatsku Republiku već ujedinjenje s Rumunjskom. Banatsko narodno vijeće organiziralo je vojne odrede i narodne straže, 4. studenog 1918. u namjeri preuzimanja kontrole nad Banatom. Međutim, srpska vojska uz pomoć francuske je zauzela 15. studenog cijelo ozemlje Baranje, Bačke i Banata, čime je Banatska Republika prestala postojati. Dan poslije, 16. studenog, kralj Karlo IV. je proglasio povlačenje iz mađarske politike, proglašena je Demokratska Republika Mađarska, koja je morala prihvatiti novonastalu situaciju.
Veći dio Srba na čelu s Jašom Tomićem, koji je što prije želio ujedinjenje s Beogradom, organizirao je 25. studenog u Novom Sadu, Veliku narodnu skupštinu za Baranju, Bačku i Banat. Na njoj je 757 predstavnika naroda iz 211 općina izglasovalo odcjepljenje spomenutoga teritorija od Ugarske, prekid državnopravnih odnosa s Austro-Ugarskom te proglasilo njegovo ujedinjenje s Kraljevinom Srbijom u okvirima nove jugoslavenske državne zajednice. Sastav skupštine je bio sljedeći: 578 Srba, 89 Hrvata, 62 Slovaka, 21 Rusin, 6 Nijemaca i 1 Mađar. Frapantna je činjenica da je na tom području bilo Nijemaca i Mađara zajedno dva puta više od Srba, a da su oni imali 7, a Srbi 578 delegata. Po popisu stanovništva iz 1910. godine na tom prostoru je živjelo 32,6% Mađara i 23,7% Nijemaca. Mađari su bili prvi po brojnosti u Baranji i Bačkoj, drugi u Banatu. Nijemci su bili drugi po brojnosti u Baranji, Bačkoj i Banatu. Srbi su bili treći po brojnosti u Bačkoj i Banatu, četvrti u Baranji (treći su bili Hrvati). Takvom političkom farsom, Baranja, Bačka i Banat je postala de facto provincija Kraljevine Srbije.

### Kraljevina Crna Gora
Kraljevinu Crnu Goru, koja je bila okupirana od Austro-Ugarske 1916. godine, srpska vojska zauzima tijekom listopada 1918. Već 15. listopada, to jest 8 dana prije ulaska u Cetinje, Srbija postavlja povjerenike za crnogorsko pitanje koji de facto preuzimaju vlast pod imenom Centralni izvršni odbor za ujedinjenje Srbije i Crne Gore. Tijekom austrougarske okupacije dolazi do raspuštanja crnogorskog parlamenta, tako da jedini zakoniti predstavnici Crne Gore postaju kralj i njegove vlade u izbjeglištvu (slično kao Jugoslavija, Nizozemska i Norveška tijekom Drugog svjetskog rata). Nakon zauzimanja kontrole Crne Gore Centralni izvršni odbor za ujedinjenje Srbije i Crne Gore protivno tamošnjim zakonima raspisuje izbore po novom izbornom zakonu koji se trebaju održati 19. studenoga 1918. godine. Dok su se kakvi takvi izbori održali u većem dijelu države u minimalno 3 kotara, (Bijelo Polje, Plav i Gusinje) koji daju sveukupno 30 zastupnika, parlamentarce je direktno izabrao prije navedeni izvršni odbor za ujedinjenje. Da bi se spriječio dolazak ljudi s pogrešnim političkim stajalištima tijekom ovog razdoblja srpska vojska je dobila naređenje da kontrolira tko se smije, a tko ne smije vratiti iz inozemstva u svoju domovinu.
U sličnoj diplomatskoj igri srpska vlada je zatražila i dobila od francuske vlade zabranu povratka kralja Nikole u zemlju koji tada dobiva samo lažna diplomatska obećanja da će crnogorska nezavisnost biti zaštićena. Nakon dovršenih izbora 24. studenog dolazi do okupljanja Podgoričke skupštine koja je trebala donijeti odluku o ujedinjenju sa Srbijom. U posljednjem pokušaju da to spriječi, Italija koja je podržavala kralja Nikolu i nezavisnost Crne Gore pokreće svoje snage s današnje crnogorske obale kako bi sačuvala nezavisnost ove države. U trenutku kada je talijanska vojska došla do prvih prepreka na svom putu ona se preplašena mogućeg rata s Srbijom vraća kući. Nekoliko dana nakon talijanskog povlačenja,  26. studenoga 1918. godine Podgorička skupština pod "zaštitom" srpske vojske donosi dvije odluke tajnim glasovanjem: "da se kralj Nikola I. i njegova dinastija svrgnu s crnogorskog prijestolja"; "da se Crna Gora bezuslovno sjedini s Srbijom u novu državu na čelu s dinastijom Karađorđević i da tako sjedinjeni uđu u zajedničku domovinu Srba, Hrvata i Slovenaca". Ta odluka Podgoričke skupštine će na kraju postati politička realnost iako je bila podržana od samo 5 članova (od 56) zadnjeg zakonito izabranog crnogorskog parlamenta iz 1914.

## Ujedinjenje Države SHS i Srbije

### Povijesna odluka
Srbi iz Srbije (Srbijanci) i Srbi iz Austro-Ugarske (prečani) tijekom XIX. stoljeća homogenizirali su se na osnovi jedinstvene državne ideje (Velika Srbija) i pravoslavlja. Na osnovi svoga nacionalnog jedinstva srpski je narod u presudnom momentu 1918. djelovao kao homogena idejna politička snaga. Pobjednički zanos Srbijanaca i sveopći masovni pokret Srba u Državi SHS stopili su se, upravljani iz Beograda. Srpski političari na teritoriju Države SHS više su djelovali po uputama iz Beograda nego što su slušali Narodno vijeće u Zagrebu, čije je kormilo Svetozar Pribićević uzeo u svoje ruke. On je presjekao veze Narodnog vijeća s Baranjom, Bačkom i Banatom čuvenom porukom njihovoj skupštini: “Kidajte veze sa Zagrebom!” Novosadska skupština u sastavu: 578 Srba, 89 Hrvata, 62 Slovaka, 21 Rusin, 6 Nijemaca i 1 Mađar, 25. studenoga 1918. priključila se Srbiji, čime se de facto izdvojila iz Države SHS. Frapantna je činjenica da je na tom području bilo Nijemaca i Mađara zajedno dva puta više od Srba, a da su oni imali 7, a Srbi 578 delegata. Vještom političkom tehnologijom i nasiljem Srbija je uspjela da Podgorička skupština odluči 26. studenoga 1918. o neposrednom priključenju Crne Gore Srbiji. Narodno vijeće u Zagrebu u danima “prevrata” uopće nije moglo utjecati na razvitak situacije. S oko 44% udjela u stanovništvu, uz suglasnost dijela Hrvata i muslimana, srpski lokalni političari u BiH ovladali su situacijom pa su gradovi masovno izjavljivali lojalnost dinastiji Karađorđevića i Srbiji. Tako je na red došla odluka Narodnog vijeća u Zagrebu.
U jesen 1918. hrvatska politička elita suočila se s najtežim i najsudbonosnijim problemom povijesne važnosti. Taj je problem bio sličan onom iz 1102. kada je Hrvatska stupila u državno-pravne odnose s Ugarskom, i onom iz 1527. kada je plemstvo pristalo na Habsburge kao svoje kraljeve, također onome iz 1868. kada je potpisana Hrvatsko-ugarska nagodba. Radilo se naime o tome hoće li se održati gotovo tisućljetno hrvatsko kraljevstvo, ostvariti državni suverenitet barem u obliku onoga u Habsburškoj Monarhiji ili će sve to propasti, a Hrvatska se utopiti u maglama neizvjesnosti. Početkom studenog, odmah nakon raskida državnih veza s Austro-Ugarskom, u Narodnom se vijeću vode dvije politike. Jedna u nadi da se održi Država SHS i dalje traži međunarodno priznanje – Anton Korošec i Ante Trumbić su u tom cilju nakon završetka Ženevske konferencije 9. listopada 1918. otputovali u Pariz. Drugi dio Vijeća, na čelu sa Svetozarom Pribićevićem, forsira priključenje Države SHS Srbiji. Toj frakciji se 16. studenoga 1918. priključuje dalmatinska pokrajinska vlada i vlada iz Sarajeva. One istupaju s dva argumenta: opasnost od Italije, koja s vojskom tih dana okupira dio Slovenije, Istru i dio Dalmacije, i opasnost anarhije i pobune naroda, posebno seljaštva. U takvim se okolnostima Narodno vijeće sastalo 23. i 24. studenoga 1918.

### "Ne srljajte kao guske u maglu!"
Na sjednici je prevladalo mišljenje da se mora i treba poći na pregovore u Beograd, ali su se izdiferencirale tri opcije. Veći dio Narodnoga vijeća na čelu sa Sevtozarom Pribićevićem podržao je priželjkivanu koncepciju zemaljske vlade koja je pošla od teze o “jedinstvenom narodu Srba, Hrvata i Slovenaca” koji stvara zajedničku državu, spajanjem Države SHS sa Srbijom i Crnom Gorom, priznaje srpsku dinastiju, imenuje zajedničke privremene državne organe koji će voditi zajedničke poslove a zatim izabrati Ustavotvornu skupštinu koja će odlučiti o državnom uređenju na idejama Krfske deklaracije. Idejna je osnova bila unitaristička, a državna je ideja bila centralizam. Socijaldemokrati su podržali pribićevićevsko - dalmatinski koncept, ali su odbili monarhiju, a tražili republiku. Slovenci i predstavnik Trsta (Slovenac) rekli su da su za ujedinjenje da bi iš ĉ upali svoje krajeve iz talijanske okupacije. Vođa pravaša milinovaca Ante Pavelić, bojeći se srbijanske hegemonije, tražio je odlaganje ujedinjenja, tvrdeći da položaj Države SHS nije tako ugrožen ni izvana ni iznutra kako to neki prikazuju.
Stjepan Radić, vođa Hrvatske pučke seljačke stranke, izložio je svoj projekt po kojemu bi se stvorila zajednička država konfederativnog tipa. Po njemu bi vrhovni državni organ imao 3 člana: srpski kralj, hrvatski ban i predsjednik Slovenskoga narodnog vijeća. Saveznu vladu činila bi 3 ministra: za vanjske poslove, za narodnu obranu i za narodnu prehranu. Narodno vijeće (parlament) sastojalo bi se od po 10 članova iz Hrvatske, Srbije i Slovenije, 4 iz BiH, po 2 iz Dalmacije i Crne Gore, Istre i Baranje, Bačke i Banata. Šest federalnih jedinica – Slovenija, Hrvatska, Srbija (s Crnom Gorom), BiH, Dalmacija i Baranja, Bačka i Banat – imalo bi svoje parlamente i vlade uz primjerena autonomna prava. Većina Narodnog vijeća odbila je Radićev projekt videći u njemu “krajnji separatizam”, a delegat iz Srijema, član Srpske radikalne stranke, zaprijetio je da će njeg ova stranka priključiti Srijem, Bačku i Banat mimo Vijeća, ako se bude govorilo onako kako govori Stjepan Radić.
Radić nije ostao dužan svojim protivnicima, rekavši da oni vode “politiku bez naroda i protiv naroda” i da u Vijeću postoji “socijalističko-buržoaska oligarhija”. Također je očajnički apelirao: "Još nije prekasno! Ne srljajte kao guske u maglu!... Nemojte tako postupati da se bude moralo danas - sutra kazati da ste i vi Slovenci i vi Srbi Vojvođani i Bosanci, i vi naši Hrvati Dalmatinci, a nadasve vi naši domaći hrvatski Srbi, da ste se svi skupili danas ovamo samo zato da izvršite jedno urotničko djelo protiv naroda, napose protiv Hrvatske i Hrvata...". Na kraju je Vijeće 24. studenoga 1918. izglasalo da njegova delegacija ode u Beograd na pregovore sa Srbijom, davši joj tzv. Naputak (Naputci delegatima o uvjetima ujedinjenja) po kojemu ostaje zatečeno zakonodavstvo i upravne organizacije, a vladarsku vlast obavlja regent Aleksandar, na čelu uprave da bude državna vlada u kojoj uz ministra trebaju biti i državni tajnici kao predstavnici pokrajina, funkciju privremenoga parlamenta obavljalo bi državno vijeće sastavljeno od srpske skupštine i Narodnog vijeća.

### Ujedinjenje, 1. prosinca 1918.
Dana 27. studenog, Središnji odbor Vijeća poslao je u Beograd izaslanike, među kojima se za ujedinjenje najviše zauzimao Svetozar Pribićević. Konačno, 30. studenog poseban odbor sastavljen od trojice članova Narodnoga vijeća SHS i trojice predstavnika srbijanske vlade, ugovorio je način ujedinjenja. Delegati u postupku ujedinjenja su uglavnom odustali od tzv. Naputka. Izaslanike Narodnog vijeća primio je regent Aleksandar I. Karađorđević, kojemu je Ante Pavelić pročitao netom sastavljenu Adresu.
| Da se ova misao provede u djelo, zaključilo je »Narodno vijeće« u svojoj sjednici od 24. studenoga, da proglašuje ujedinjenje države Slovenaca, Hrvata i Srba sa Srbijom i Crnom Gorom u jedinstvenu državu, te je izabralo svoje odaslanstvo, koje stupa pred Vaše kraljevsko visočanstvo, da Vam ovaj zaključak »Narodnog vijeća« zvanično i u svečanoj formi saopći. Zaključak je »Narodnog vijeća« da vladarsku vlast na čitavom teritoriju sada jedinstvene države Srba, Hrvata i Slovenaca vrši Njegovo veličanstvo kralj Petar, odnosno u njegovoj zamjeni kao regent Vaše kraljevsko visočanstvo. Ujedno bi se u sporazumu s vladom Vašega kraljevskoga visočanstva i s predstavnicima svih narodnih stranaka u Srbiji i Crnoj Gori imala obrazovati jedinstvena parlamentarna vlada na području jugoslavenske države uz jedinstveno narodno predstavništvo.— Dio Adrese delegacije Narodnoga vijeća regentu Aleksandru |

Proglašavanjem ujedinjenja "Srbije sa zemljama nezavisne Države Slovenaca, Hrvata i Srba u jedinstveno Kraljevstvo Srba, Hrvata i Slovenaca", kako je to proklamirao u odgovoru na adresu delegacije Narodnoga vijeća regent Kraljevine Srbije Aleksandar I. Karađorđević, prestala je postojati Država Slovenaca, Hrvata i Srba. Također je spomenuo da će se držati ustava i "biti kralj samo slobodnim građanima". Obje izjave bile su zdravičarskoga karaktera. Put u državni centralizam pod hegemonijom Srbije bio je otvoren.
| Gospodo odaslanici! Vaš dolazak u ime Narodnoga Veća Slovenaca, Hrvata i Srba, dostojnoga predstavnika široke naše narodne misli, i Vaše saopćenje njegove misli, i Vaše saopćenje njegove historijske odluke od 24. novembra, kojom se proglašava državno ujedinjenje svega naroda i sve naše mile, namučene, ali slavne otadžbine, ispunilo me dubokom radošću. Primajući to saopćenje, uveren sam, da ovim činom ispunjavam svoju vladalačku dužnost, jer njim samo prevodim konačno u delo ono, što su najbolji sinovi naše krvi, sve tri vere, sva tri imena, s obje strane Dunava, Save i Drine; počeli pripremati još za vlade blažene uspomene moga dede Kneza Aleksandra I. i Kneza Mihajla ono, što odgovara željama i pogledima moga naroda, te u ime Njegova Veličanstva Kralja Petra I. proglašavam ujedinjenje Srbije sa zemljama nezavisne države Slovenaca, Hrvata i Srba u jedinstveno Kraljevstvo Srba, Hrvata i Slovenaca.— Regentov odgovor ili proklamacija osnutka Kraljevstva SHS |

## Posljedica ujedinjenja

### Hrvatska
Tisućljetno je hrvatsko kraljevstvo nestalo, a hrvatski nacionalni program XIX. stoljeća odložen paće se borba nastaviti u još žešćem obliku. Ujedinjenje su pratili i veliki prosvjedi u Zagrebu (prosinačke žrtve). Sve odluke rečenog procesa djelo su skupine od nekoliko stotina političara i intelektualaca. Nije bilo niti je moglo bi ti izravnog izjašnjavanja kao što je referendum ili nešto slično. Hrvatski narod tijekom trinaest stoljeća nije imao nikakvih takvih odnosa sa Srbijom da bi stekao bilo kakva iskustva o eventualnom zajedništvu. On je uglavnom pasivno slijedio svoju elitu, koja je više bila orijentirana prema narodima srednje Europe, Podunavlja i Mediterana s nadom da će u nekom eventualnom europskom “commonwealthu” osigurati svoju budućnost, iako je, zbog austrougarskog i talijanskog imperijalizma, računao i na južnoslavensko zajedništvo. Politička ideja, društvena svijest, zanosi, nade i očekivanja društvenih elita bile su ne samo isprepletene već i sukobljene do isključivosti.
Srbijanska politička elita nije priznavala Hrvate kao narod - naciju već kao braću koju treba osloboditi iz “austrougarskog ropstva” ne pitajući ih za taj čin, ili pak kao svoje protivnike koje treba svladati i njihovu zemlju anektirati u sastav Velike Srbije. Takva je ideologija izgledala vrlo maglovita jer je s jedne strane deklarirala kako su Srbi i Hrvati braća, jedan narod s dva imena, a s druge se strane javno govorilo i pisalo da će borba među njima ići sve do “istrage vaše ili naše”, s “proročanskom” uvjerenošću u nadmoć srpstva nad hrvatstvom.
Hrvatski odgovor na srpsku nacionalnu ideologiju nije bio ni jedinstven ni jasan. Široke mase nisu uopće imale nikakva saznanja o toj problematici. Hrvatska elita, međutim, na tome se pitanju podijelila. Znatan njezin dio podcjenjivao je mogućnost srpskog prodiranja na zapad, kako zato što su i Srbi mali narod kao i Hrvati, tako i zato što Austro-Ugarska ne bi nikada dopustila širenje Srbije, pogotovo na zapad gdje je ona graničila s Habsburškom Monarhijom na Dunavu, Savi i Drini. Dapače, njezin “Drang nach Osten” išao je izravno preko Srbije. Ako bi, ipak, došlo do zajedničke drţave, vjerovalo se da će Hrvatska, s osloncem na znatno višu razinu svoga razvitka, moći sporna pitanja riješiti u svoju korist. Nema sumnje da je među hrvatskim protagonistima jugoslavenske ideje bilo nade da će Hrvati odigrati ulogu hegemona na polju kulture, znanosti i ekonomije i tako osigurati povoljan status Hrvatske u zajedničkoj državi, a manji broj njih vjerovao je i u proces stvaranja jugoslavenske nacije, iako je ta ideja osuđena na propast jer se jednom formirane nacije ne mogu stapati. Sve u svemu, hrvatska politička elita nije bila dovoljno svjesna zamršenosti i sloţenosti glede hrvatsko-srpskih odnosa. To se jedino ne može reći za frankovce, zadojene mržnjom prema srpstvu, ali oni od svoga osnivanja 1895. do 1918. nisu postali respektabilna snaga u svome narodu. U sudaru ideja jugoslavenstva, srpstva i hrvatstva pokazalo se da jugoslavenstvo nije bilo toliko snažno da potisne i neutralizira hrvatstvo, niti se je ovo drugo bilo toliko osnažilo da prisili jugoslavenstvo na odstupanje. I jedno i drugo je djelovalo, ali ne u masama već u glavama intelektualaca i političara. Borbe među tim ideologijama nastavit će se i u političkom životu obiju Jugoslavija.

### Ostali dio zemlje
Božićna pobuna, organizirana uoči pravoslavnoga Božića 1918. (u siječnju 1919. po Gregorijanskom kalendaru), uvod je u oružani otpor dijela Crnogoraca protiv srpske okupacije njihove domovine na koncu Prvog svjetskog rata i odluke nelegalne Podgoričke skupštine o ujedinjenju Kraljevine Crne Gore s Kraljevinom Srbijom. Unatoč činjenici da je zamišljena na širokoj osnovi, Božićna pobuna nije, za crnogorske ustanike, dala očekivane rezultate. Oružani otpor Srbima i njihovim pristašama u Crnoj Gori, potrajao je različitim intezitetom do 1929. Oružani sukobi u Crnoj Gori, prvi su i - u vrijeme njihova trajanja - jedini primjer masovnoga oružanoga otpora velikosrpskoj politici u Kraljevini SHS.
Okupacija Pečuha i Baranje što ju je izvela srbijanska vojska 1918. izazvala je otpor radnika koji su bili odsječeni od revolucionarnih zbivanja u Mađarskoj. Nakon sloma pobune u Mađarskoj (kolovoz 1919.) veći broj emigranata sklonio se u Pečuh. Ojačani tim priljevom, radnici su, zajedno s građanskim snagama, preuzeli upravu grada. U smislu odredaba Trianonskog ugovora o miru, vojska Kraljevine SHS morala se 1921. povući iz dijela Baranje što je predan Horthyjevoj Mađarskoj. Na cijelome području proglašena je 14. kolovoza Baranjsko-Bajska Srpsko-Mađarska Republika, a za predsjednika je izabran slikar Petar Dobrović. Republika je potrajala do dolaska Horthyjevih trupa 21. kolovoza, koje su slomile neorganizirani oružani otpor.
U vardarskoj Makedoniji) bilo je otvoreno makedonsko pitanje. Nezadovoljna rasparčavanjem makedonskih oblasti, Unutrašnja makedonska revolucionarna organizacija (VMRO) je nastavila oružanu borbu za oslobođenje i ujedinjenje čitave Makedonije (egejske, pirinske i vardarske). VMRO je optužio beogradsku vladu za sustavnu politiku denacionalizacije i srbizacije makedonskog stanovništva. Oblast Makedonije je neslužbeno nazivana „Južnom Srbijom“, a poslije službenim imenom Vardarskom banovinom. Govorni jezik Makedonaca službeno je smatran dijalektom zajedničkog jezika. Pritom, ovaj južni dijalekt je potiskivan obrazovanjem, vojskom i drugim sredstvima.
Većinsko albansko stanovništvo je bilo protiv priključenja Kosova srpskoj ili jugoslavenskoj državi. Srpske trupe su odmah po dolasku naišle s oružani otpor kačaka, a 1918. godine osnovan je Komitet narodne obrane Kosova, poznatiji kao Kosovski komitet, koji se borio za izdvajanje teritorija naseljenog Albancima iz novoosnovanog Kraljevstva Srba, Hrvata i Slovenaca i za njihovo pripajanje Albaniji. Komitet je uspostavio suradnju s crnogorskom emigracijom okupljenom oko kralja Nikole i makedonskim VMRO, a primao je pomoć u novcu i oružju od Talijana. Narednih godina na Kosovu vodili su se oružani sukobi vojske i žandarmerije s albanskim kačacima. Nakon uvođenja vojne uprave i pojačanog vojno-policijskog pritiska, veliki broj Albanaca se iselio s Kosova.

### Određivanje granica
Proglašenjem ujedinjenja Kraljevine Srbije i Države Slovenaca, Hrvata i Srba u Kraljevstvo Srba, Hrvata i Slovenaca nastala je nova država s nepoznatim granicama, koje je ona htjela proširiti. Slične želje su imale i ostale članice Antante koje su se nalazile na Balkanu (Grčka, Rumunjska) ili su tamo imale vlastite interese (Italija). Ta situacija će dovesti do međudržavnih kriza. Tijekom 1919. godine Rumunjska je poslala vojsku na granicu s Kraljevstvo SHS s ciljem anektiranja srpskog dijela Banata što je rezultiralo djelomičnom mobilizacijom Srbije prije nego što se postigne dogovor pod pritiskom velikih sila. S druge strane, Srbija (tj. Kraljevstvo SHS) je bila navodno ljubomorna na "nezaslužene" ratne dobitke Grčke i smatrala da je prevarena od strane Rumunjske po pitanju Banata. Mirovnim ugovorom u Neuilly-sur-Seine, 27. studenog 1919. Bugarska je izgubila neke pogranične krajeve u korist Rumunjske, Grčke i Kraljevstva SHS. Srbiji su pripojena područja uz Zaječar te gradovi Dimitrovgrad (Caribrod), Bosilegrad i Strumica s okolicom.
Dana 4. srpnja 1920. u dvorcu Veliki Trianon potpisan je Trianonski mirovni ugovor između Mađarske s jedne strane i zemalja Antante s druge. Ugovor se sastojao od 14 poglavlja i 364 članka u okviru Versailleskih mirovnih ugovora. Trianonskim ugovorom Mađarska je Austriji ustupila Gradišće (Burgenland) bez Soprona, Rumunjskoj Transilvaniju (Erdelj), Čehoslovačkoj Slovačku, a Kraljevstvu SHS zapadni Banat, Bačku i južnu Baranju (Vojvodina) te Međimurje i Prekmurje. Obrambeni savez Kraljevine SHS (ime promijenjeno odlukom Privremnog narodnog predstavništva 15. srpnja 1920.), Čehoslovačke i Rumunjske između dvaju svjetskih ratova. Prvi od ugovora o savezu zaključen je u Beogradu 14. kolovoza 1920. između Kraljevine SHS i Čehoslovačke Republike, nakon vijesti o dogovorima između regenta Miklósa Horthyja de Nagybánya i generala Ericha Ludendorffa radi napada na Čehoslovačku i Austriju. Tom je ugovoru 19. kolovoza pristupila Rumunjska bez formalnoga potpisivanja. Ugovor između Rumunjske i Čehoslovačke potpisan je 23. travnja 1921., nakon pokušaja bivšega kralja Karla V. da se vrati na mađarsko prijestolje, a 31. kolovoza 1921. bio je zaključen novi čehoslovačko-jugoslavenski ugovor.
Rapalski ugovor, sporazum koji su u Rapallu, gradiću blizu Genove, 12. studenog 1920. potpisali predstavnici Kraljevine SHS i Kraljevine Italije, nakon pregovora koji su započeli 9. studenog. Njime su bile određene međusobne granice tih država, bilo je dogovoreno stvaranje neovisne Slobodne Države Rijeke te zajedničko nastupanje protiv svih pokušaja restauracije dinastije Habsburgovaca. Rapalskim ugovorom nastojala su se riješiti mnogobrojna otvorena pitanja oko granica dviju država, koja su postavljena Londonskim ugovorom 1915., a nisu bila riješena za mirovne konferencije u Parizu 1919.–1920. Pregovori u Rapallu održani su u nepovoljnom međunarodnom političkom okruženju za Kraljevinu SHS zbog sve veće sklonosti britanske, francuske i američke diplomacije da popusti talijanskim zahtjevima. Glavni pregovarači na strani Kraljevine SHS bili su premijer Milenko Vesnić, ministar vanjskih poslova Ante Trumbić i ministar financija Kosta Stojanović, a s talijanske strane Giovanni Giolitti, Carlo Sforza i Ivanoe Bonomi. Talijanski pregovarači jasno su dali do znanja da bi se talijanski prijedlog trebao prihvatiti, a u suprotnom je Italija bila spremna sama uspostaviti granice predviđene Londonskim ugovorom.
Time je delegacija Kraljevine SHS bila prisiljena potpisati nepovoljan ugovor, kojim su Italiji pripojeni Trst, Gorica, Gradiška i dio Kranjske, Istra (osim dijela općine Kastav), grad Zadar, otoci Cres i Lošinj, Lastovo i Palagruža, te je stvorena Slobodna Država Rijeka. Rapalskim ugovorom talijanskoj nacionalnoj manjini u Kraljevini SHS bilo je omogućeno pravo optiranja za talijansko državljanstvo, uporaba talijanskog jezika i sloboda vjeroispovijesti, a hrvatskoj i slovenskoj nacionalnoj manjini u Italiji nisu dana nikakva zakonska jamstva koja bi omogućila njihovu nacionalnu opstojnost. Zbog općega nezadovoljstva u Kraljevini SHS, ugovor nikada nije bio razmatran u Narodnoj skupštini, već je 26. lipnja 1921. ozakonjen bez parlamentarne rasprave te je, točno nakon godinu dana, bio potvrđen kraljevom odlukom. Područja koja je Hrvatska izgubila tim ugovorom vraćena su joj nakon II. svjetskog rata. Tijekom 1921. godine Srbija je zajedno s Grčkom počela voditi agresivni rat protiv Albanije koji je došao na dnevni red Lige naroda, a završio tek albanskim pučevima i revolucijama nakon kojih se uspostavio protektorat Lige naroda. Savez Kraljevine SHS, Rumunjske i Grčke je odigrao 1922. igru sličnu onoj s Albanijom podržavajući jedna drugu protiv Bugarske koja je bila optužena za pomaganje bandi koje su pljačkale na jugoslavenskom i grčkom teritoriju.

## Pitanje, je li Kraljevina SHS "proširena Srbija" ili novonastala država
U pravnoj znanosti postoje mnogi autori koji smatraju Kraljevinu SHS i raniju Kraljevinu Srbiju te istom državom; takvi autori u pravilu smatraju također i da su Kraljevinu Jugoslaviju i kasnija SFRJ jedna te ista država (tj., da je svaka Jugoslavija u suštini bila "proširena Srbija"). Drugi opažaju da takva stajališta stoje u samoj srži velikosrpskog projekta - name bi pravni identitet "male" Srbije time odjednom zahvatio višestruko veći teritorij s višestruko većim stanovništvom - te smatraju da su ta stajališta bazirana na upitnoj primjeni postulata međunarodnog prava. Takve su se rasprave među pravnim stručnjacima u većoj mjeri vodile u vremenu bližem samom nastanku Kraljevine SHS: Krisztina Marek (tada, profesorica međunarodnog prava u Ženevi) u svojoj knjizi o pravnom sljedništvu država iz 1954. godine iznosi - slijedom dotadašnjih razmatranja drugih autora - zaključak kako Kraljevina SHS nije jedna jako proširena Kraljevina Srbija, nego nova država nastala unijom Kraljevine Srbije i dvostruko veće Države SHS; te da je tek kasnije kod sklapanja Versajskog ugovora iz 1920. godine iz posve praktičnih razloga ugovoreno da će Kraljevina SHS naslijediti međunarodne ugovore koje je ranije bila sklopila "bivša Kraljevina Srbija" (termin korišten kod pregovora u Versaju).
Tako smatraju i suvremeni autori: "Kraljevina Srbija ... je dobrovoljno ušla u sastav Kraljevine Jugoslavije i nakon njenog osnutka je prestala postojati."

## Poveznice
- 1922 Encyclopædia Britannica - Yugoslavia Prikaz nastanka Kraljevstva Srba, Hrvata i Slovenaca u dodatku 11. izadnju Encyclopædie Britannice (1911.), koju su napisali najbolji učenjaci toga vremena. Neki članci danas imaju posebnu vrijednost za moderne znanstvenike kao kulturne umotvorine XIX. i početka XX. stoljeća. Spomenuti dodatak je sumirao rezultate Prvoga svjetskog rata i njihove posljedice na svijet.

| YUGOSLAVIA, or JUGOSLAVIA. — The “Kingdom of the Serbs, Croats and Slovenes” (Kraljevina Srba Hrvata i Slovcnaca), more commonly known as Yugoslavia, came into being in the closing months of 1918 as a result of the collapse of Austria-Hungary and the voluntary union of its Yugoslav territories with the former Kingdoms of Serbia and Montenegro. In point of international law, its existence may be said to date from Dec. 1 1918, when the Prince-Regent Alexander of Serbia formally complied with the invitation of the Yugoslav National Council to assume the regency over the sister provinces also.— 1922 Encyclopædia Britannica - Yugoslavia |